# Női jégkorongtorna a 2022. évi téli olimpiai játékokon
A 2022. évi téli olimpiai játékokon a női jégkorongtornát Peking két csarnokában rendezték február 3. és 17. között. A tornán 10 csapat vett részt. Az aranyérmet a kanadai csapat nyerte.

## Résztvevők
| Részvételi jog              | Dátum                                  | Helyszín   | Kvóta | Csapatok |
| --------------------------- | -------------------------------------- | ---------- | ----- | --- |
| Rendező                     | 2018. május 17.                        | Koppenhága | 1     | Kína (CHN) |
| 2020-as IIHF-világranglista | 2016. december 12. – 2020. április 10. | –          | 6     | Egyesült Államok (USA) · Kanada (CAN) · Finnország (FIN) · Az Orosz Olimpiai Bizottság versenyzői (ROC) · Svájc (SUI) · Japán (JPN) |
| Kvalifikációs tornák        | 2021. november 11–14.                  | Chomutov   | 1     | Csehország (CZE) |
| Kvalifikációs tornák        | 2021. november 11–14.                  | Füssen     | 1     | Dánia (DEN) |
| Kvalifikációs tornák        | 2021. november 11–14.                  | Luleå      | 1     | Svédország (SWE) |
| Összesen                    |                                        |            | 10    | |

Megjegyzések
1. ↑  A 2020-as IIHF-világranglista a következő eseményeket tartalmazta: 2017-es világbajnokság, 2018. évi téli olimpiai játékok, 2018-as világbajnokság, 2019-es világbajnokság és 2020-as világbajnokság.

## Lebonyolítás
A tíz csapatot két darab ötös csoportba osztották be. A csapatok a csoportkörben körmérkőzéseket játszottak. Az A csoport tagjai és a B csoport első három helyezettje a negyeddöntőbe jutott. A negyeddöntőtől egyenes kieséses rendszerben folytatódott a torna.

## Csoportkör

### Sorrend meghatározása
A csoportokban a következő pontok alapján állapították meg a sorrendet:
1. Magasabb pontszám (három pont egy rendes játékidőn belüli győzelem, kettő pont egy hosszabbítást vagy büntetőket követő győzelem, egy pont egy hosszabbítást vagy büntetőket követő vereség, nulla pont egy rendes játékidőn belüli vereség);
2. Azonos pontszám esetén az egymás elleni eredmények döntenek;
3. Ha 3 vagy 4 csapat áll azonos pontszámmal, akkor a következő kritériumok döntenek (ha a kritériumok alkalmazása után már csak két csapat marad, akkor köztük az egymás elleni eredmény dönt):
  1. Egymás elleni mérkőzéseken szerzett több pont;
  2. Egymás elleni mérkőzéseken elért jobb gólkülönbség;
  3. Egymás elleni mérkőzéseken elért több szerzett gól;
  4. Ha három csapat marad, akkor az egymás elleni eredményeik döntenek;
  5. 2021-es helyezés az IIHF-világranglistán.

### A csoport
| Hely. | Csapat                                       | M | Gy | HGy | HV | V | G+ | G– | Gk  | P  | Továbbjutás                  |
| ----- | -------------------------------------------- | - | -- | --- | -- | - | -- | -- | --- | -- | ---------------------------- |
| 1.    | Kanada (CAN)                                 | 4 | 4  | 0   | 0  | 0 | 33 | 5  | +28 | 12 | Továbbjutott a negyeddöntőbe |
| 2.    | Egyesült Államok (USA)                       | 4 | 3  | 0   | 0  | 1 | 20 | 6  | +14 | 9  | Továbbjutott a negyeddöntőbe |
| 3.    | Finnország (FIN)                             | 4 | 1  | 0   | 0  | 3 | 10 | 19 | −9  | 3  | Továbbjutott a negyeddöntőbe |
| 4.    | Az Orosz Olimpiai Bizottság versenyzői (ROC) | 4 | 1  | 0   | 0  | 3 | 6  | 18 | −12 | 3  | Továbbjutott a negyeddöntőbe |
| 5.    | Svájc (SUI)                                  | 4 | 1  | 0   | 0  | 3 | 6  | 27 | −21 | 3  | Továbbjutott a negyeddöntőbe |

1. 1 2 3  Finnország 3 pont, +4 Gk; Orosz Olimpiai Bizottság 3 pont, −2 Gk; Svájc 3 pont, −2 Gk. Orosz Olimpiai Bizottság 5–2 Svájc.

| 2022. február 3. 12:10 (5:10) | Kanada (CAN) | 12–1 (3–0, 5–0, 4–1) | Svájc (SUI) | Beijing National Indoor Stadium, Peking Nézőszám: 1000 |

| Jegyzőkönyv | Jegyzőkönyv        | Jegyzőkönyv                      | Jegyzőkönyv    | Jegyzőkönyv                                                                   |
| --- | ------------------ | -------------------------------- | -------------- | ----------------------------------------------------------------------------- |
| | Ann-Renée Desbiens | Kapusok                          | Andrea Brändli | Játékvezetők: Darja Jermak Anna Wiegand Vonalbírók: Lisa Linnek Linnea Sainio |
| \| Fillier (Spooner) – 01:04 \| 1–0 \| \| \| Fillier (Poulin) – 07:55 \| 2–0 \| \| \| Spooner (Fillier, Ambrose) – 11:20 \| 3–0 \| \| \| Johnston (Thompson, Turnbull) – 28:06 \| 4–0 \| \| \| Stacey (Bell) – 28:21 \| 5–0 \| \| \| Spooner (Nurse, Thompson) (PP) – 33:20 \| 6–0 \| \| \| Turnbull (Thompson, Johnston) – 35:40 \| 7–0 \| \| \| Stacey (Shelton) – 37:02 \| 8–0 \| \| \| Turnbull (Rattray, Spooner) – 46:14 \| 9–0 \| \| \| \| 9–1 \| 48:30 – Stalder (Christen) (PP2) \| \| Bell (Turnbull, Johnston) – 53:46 \| 10–1 \| \| \| Thompson (Johnston, Nurse) – 56:20 \| 11–1 \| \| \| Ambrose (Spooner, Thompson) (PP) – 59:58 \| 12–1 \| \| |                    |                                  |                | Játékvezetők: Darja Jermak Anna Wiegand Vonalbírók: Lisa Linnek Linnea Sainio |
| 14 perc | Büntetések         | 8 perc                           |                | Játékvezetők: Darja Jermak Anna Wiegand Vonalbírók: Lisa Linnek Linnea Sainio |
| 70 | Lövések            | 15                               |                | Játékvezetők: Darja Jermak Anna Wiegand Vonalbírók: Lisa Linnek Linnea Sainio |
| Fillier (Spooner) – 01:04 | 1–0                |                                  |                | Játékvezetők: Darja Jermak Anna Wiegand Vonalbírók: Lisa Linnek Linnea Sainio |
| Fillier (Poulin) – 07:55 | 2–0                |                                  |                | Játékvezetők: Darja Jermak Anna Wiegand Vonalbírók: Lisa Linnek Linnea Sainio |
| Spooner (Fillier, Ambrose) – 11:20 | 3–0                |                                  |                | Játékvezetők: Darja Jermak Anna Wiegand Vonalbírók: Lisa Linnek Linnea Sainio |
| Johnston (Thompson, Turnbull) – 28:06 | 4–0                |                                  |                |                                                                               |
| Stacey (Bell) – 28:21 | 5–0                |                                  |                |                                                                               |
| Spooner (Nurse, Thompson) (PP) – 33:20 | 6–0                |                                  |                |                                                                               |
| Turnbull (Thompson, Johnston) – 35:40 | 7–0                |                                  |                |                                                                               |
| Stacey (Shelton) – 37:02 | 8–0                |                                  |                |                                                                               |
| Turnbull (Rattray, Spooner) – 46:14 | 9–0                |                                  |                |                                                                               |
| | 9–1                | 48:30 – Stalder (Christen) (PP2) |                |                                                                               |
| Bell (Turnbull, Johnston) – 53:46 | 10–1               |                                  |                |                                                                               |
| Thompson (Johnston, Nurse) – 56:20 | 11–1               |                                  |                |                                                                               |
| Ambrose (Spooner, Thompson) (PP) – 59:58 | 12–1               |                                  |                |                                                                               |

| 2022. február 3. 21:10 (14:10) | Finnország (FIN) | 2–5 (0–2, 0–2, 2–1) | Egyesült Államok (USA) | Wukesong Arena, Peking Nézőszám: 335 |

| Jegyzőkönyv | Jegyzőkönyv  | Jegyzőkönyv                               | Jegyzőkönyv   | Jegyzőkönyv                                                               |
| --- | ------------ | ----------------------------------------- | ------------- | ------------------------------------------------------------------------- |
| | Anni Keisala | Kapusok                                   | Maddie Rooney | Játékvezetők: Kelly Cooke Lacey Senuk Vonalbírók: Alex Clarke Sara Strong |
| \| \| 0–1 \| 10:37 – Kessel (Harmon) \| \| \| 0–2 \| 13:00 – Carpenter (Pannek, Dunne) (PP) \| \| \| 0–3 \| 25:32 – Coyne Schofield (Barnes, Compher) \| \| \| 0–4 \| 26:36 – Coyne Schofield (Harmon, Knight) \| \| Tapani (Laitinen, Nieminen) (PP) – 43:15 \| 1–4 \| \| \| \| 1–5 \| 48:01 – Carpenter (Roque, Kessel) \| \| Tapani (PP) – 57:40 \| 2–5 \| \| |              |                                           |               | Játékvezetők: Kelly Cooke Lacey Senuk Vonalbírók: Alex Clarke Sara Strong |
| 8 perc | Büntetések   | 6 perc                                    |               | Játékvezetők: Kelly Cooke Lacey Senuk Vonalbírók: Alex Clarke Sara Strong |
| 12 | Lövések      | 52                                        |               | Játékvezetők: Kelly Cooke Lacey Senuk Vonalbírók: Alex Clarke Sara Strong |
| | 0–1          | 10:37 – Kessel (Harmon)                   |               | Játékvezetők: Kelly Cooke Lacey Senuk Vonalbírók: Alex Clarke Sara Strong |
| | 0–2          | 13:00 – Carpenter (Pannek, Dunne) (PP)    |               | Játékvezetők: Kelly Cooke Lacey Senuk Vonalbírók: Alex Clarke Sara Strong |
| | 0–3          | 25:32 – Coyne Schofield (Barnes, Compher) |               | Játékvezetők: Kelly Cooke Lacey Senuk Vonalbírók: Alex Clarke Sara Strong |
| | 0–4          | 26:36 – Coyne Schofield (Harmon, Knight)  |               |                                                                           |
| Tapani (Laitinen, Nieminen) (PP) – 43:15 | 1–4          |                                           |               |                                                                           |
| | 1–5          | 48:01 – Carpenter (Roque, Kessel)         |               |                                                                           |
| Tapani (PP) – 57:40 | 2–5          |                                           |               |                                                                           |

| 2022. február 4. 12:10 (5:10) | Az Orosz Olimpiai Bizottság versenyzői (ROC) | 5–2 (2–1, 2–1, 1–0) | Svájc (SUI) | Beijing National Indoor Stadium, Peking |

| Jegyzőkönyv | Jegyzőkönyv      | Jegyzőkönyv                             | Jegyzőkönyv    | Jegyzőkönyv                                                                                   |
| --- | ---------------- | --------------------------------------- | -------------- | --------------------------------------------------------------------------------------------- |
| | Marija Szorokina | Kapusok                                 | Andrea Brändli | Játékvezetők: Cianna Lieffers Elizabeth Mantha Vonalbírók: Kendall Hanley Jacqueline Spresser |
| \| Dobrogyejeva (Vafina, Pavlova) – 05:54 \| 1–0 \| \| \| \| 1–1 \| Stalder (Christen, Müller) (PP) – 17:16 \| \| Bolgareva (Kagyirova) – 17:29 \| 2–1 \| \| \| \| 2–2 \| Müller (Ryhner) (SH) – 26:57 \| \| Sibanova (Pecsnyikova, Bratyiscseva) – 30:30 \| 3–2 \| \| \| Bolgareva (Kagyirova) – 37:07 \| 4–2 \| \| \| Bolgareva (Vafina) (SH) – 41:39 \| 5–2 \| \| |                  |                                         |                | Játékvezetők: Cianna Lieffers Elizabeth Mantha Vonalbírók: Kendall Hanley Jacqueline Spresser |
| 10 perc | Büntetések       | 6 perc                                  |                | Játékvezetők: Cianna Lieffers Elizabeth Mantha Vonalbírók: Kendall Hanley Jacqueline Spresser |
| 31 | Lövések          | 30                                      |                | Játékvezetők: Cianna Lieffers Elizabeth Mantha Vonalbírók: Kendall Hanley Jacqueline Spresser |
| Dobrogyejeva (Vafina, Pavlova) – 05:54 | 1–0              |                                         |                | Játékvezetők: Cianna Lieffers Elizabeth Mantha Vonalbírók: Kendall Hanley Jacqueline Spresser |
| | 1–1              | Stalder (Christen, Müller) (PP) – 17:16 |                | Játékvezetők: Cianna Lieffers Elizabeth Mantha Vonalbírók: Kendall Hanley Jacqueline Spresser |
| Bolgareva (Kagyirova) – 17:29 | 2–1              |                                         |                | Játékvezetők: Cianna Lieffers Elizabeth Mantha Vonalbírók: Kendall Hanley Jacqueline Spresser |
| | 2–2              | Müller (Ryhner) (SH) – 26:57            |                |                                                                                               |
| Sibanova (Pecsnyikova, Bratyiscseva) – 30:30 | 3–2              |                                         |                |                                                                                               |
| Bolgareva (Kagyirova) – 37:07 | 4–2              |                                         |                |                                                                                               |
| Bolgareva (Vafina) (SH) – 41:39 | 5–2              |                                         |                |                                                                                               |

| 2022. február 5. 12:10 (5:10) | Kanada (CAN) | 11–1 (2–1, 5–0, 4–0) | Finnország (FIN) | Wukesong Arena, Peking Nézőszám: 670 |

| Jegyzőkönyv | Jegyzőkönyv        | Jegyzőkönyv      | Jegyzőkönyv                 | Jegyzőkönyv                                                                        |
| --- | ------------------ | ---------------- | --------------------------- | ---------------------------------------------------------------------------------- |
| | Ann-Renée Desbiens | Kapusok          | Meeri Räisänen Anni Keisala | Játékvezetők: Chelsea Rapin Anna Wiegand Vonalbírók: Lisa Linnek Veronica Lovensnö |
| \| Fillier (Spooner, Thompson) – 01:01 \| 1–0 \| \| \| Nurse – 12:45 \| 2–0 \| \| \| \| 2–1 \| 18:27 – Tuominen \| \| Fillier (Fast, Spooner) – 23:22 \| 3–1 \| \| \| Nurse (Spooner, Rattray) – 30:01 \| 4–1 \| \| \| Jenner (Larocque, Poulin) – 31:20 \| 5–1 \| \| \| Jenner (Zandee-Hart, Poulin) – 34:27 \| 6–1 \| \| \| Stacey (Maltais, Shelton) – 36:35 \| 7–1 \| \| \| Rattray (Jenner, Bell) – 47:06 \| 8–1 \| \| \| Nurse (Ambrose, Spooner) – 53:07 \| 9–1 \| \| \| Stacey (Shelton, Bell) – 54:10 \| 10–1 \| \| \| Jenner (Clark, Poulin) – 54:45 \| 11–1 \| \| |                    |                  |                             | Játékvezetők: Chelsea Rapin Anna Wiegand Vonalbírók: Lisa Linnek Veronica Lovensnö |
| 14 perc | Büntetések         | 8 perc           |                             | Játékvezetők: Chelsea Rapin Anna Wiegand Vonalbírók: Lisa Linnek Veronica Lovensnö |
| 48 | Lövések            | 29               |                             | Játékvezetők: Chelsea Rapin Anna Wiegand Vonalbírók: Lisa Linnek Veronica Lovensnö |
| Fillier (Spooner, Thompson) – 01:01 | 1–0                |                  |                             | Játékvezetők: Chelsea Rapin Anna Wiegand Vonalbírók: Lisa Linnek Veronica Lovensnö |
| Nurse – 12:45 | 2–0                |                  |                             | Játékvezetők: Chelsea Rapin Anna Wiegand Vonalbírók: Lisa Linnek Veronica Lovensnö |
| | 2–1                | 18:27 – Tuominen |                             | Játékvezetők: Chelsea Rapin Anna Wiegand Vonalbírók: Lisa Linnek Veronica Lovensnö |
| Fillier (Fast, Spooner) – 23:22 | 3–1                |                  |                             |                                                                                    |
| Nurse (Spooner, Rattray) – 30:01 | 4–1                |                  |                             |                                                                                    |
| Jenner (Larocque, Poulin) – 31:20 | 5–1                |                  |                             |                                                                                    |
| Jenner (Zandee-Hart, Poulin) – 34:27 | 6–1                |                  |                             |                                                                                    |
| Stacey (Maltais, Shelton) – 36:35 | 7–1                |                  |                             |                                                                                    |
| Rattray (Jenner, Bell) – 47:06 | 8–1                |                  |                             |                                                                                    |
| Nurse (Ambrose, Spooner) – 53:07 | 9–1                |                  |                             |                                                                                    |
| Stacey (Shelton, Bell) – 54:10 | 10–1               |                  |                             |                                                                                    |
| Jenner (Clark, Poulin) – 54:45 | 11–1               |                  |                             |                                                                                    |

| 2022. február 5. 21:10 (14:10) | Egyesült Államok (USA) | 5–0 (1–0, 1–0, 3–0) | Az Orosz Olimpiai Bizottság versenyzői (ROC) | Wukesong Arena, Peking Nézőszám: 581 |

| Jegyzőkönyv | Jegyzőkönyv    | Jegyzőkönyv | Jegyzőkönyv                    | Jegyzőkönyv                                                                      |
| --- | -------------- | ----------- | ------------------------------ | -------------------------------------------------------------------------------- |
| | Nicole Hensley | Kapusok     | Marija Szorokina Darja Gredzen | Játékvezetők: Tijana Haack Anniina Nurmi Vonalbírók: Anna Hammar Jenni Heikkinen |
| \| Harmon (Knight, Brandt) – 12:29 \| 1–0 \| \| \| Knight (Harmon, Coyne Schofield) – 28:51 \| 2–0 \| \| \| Zumwinkle (Cameranesi, Bozek) – 43:57 \| 3–0 \| \| \| Compher (Murphy, Scamurra) – 46:15 \| 4–0 \| \| \| Carpenter (Kessel, Harmon) – 48:44 \| 5–0 \| \| |                |             |                                | Játékvezetők: Tijana Haack Anniina Nurmi Vonalbírók: Anna Hammar Jenni Heikkinen |
| 6 perc | Büntetések     | 14 perc     |                                | Játékvezetők: Tijana Haack Anniina Nurmi Vonalbírók: Anna Hammar Jenni Heikkinen |
| 62 | Lövések        | 12          |                                | Játékvezetők: Tijana Haack Anniina Nurmi Vonalbírók: Anna Hammar Jenni Heikkinen |
| Harmon (Knight, Brandt) – 12:29 | 1–0            |             |                                | Játékvezetők: Tijana Haack Anniina Nurmi Vonalbírók: Anna Hammar Jenni Heikkinen |
| Knight (Harmon, Coyne Schofield) – 28:51 | 2–0            |             |                                | Játékvezetők: Tijana Haack Anniina Nurmi Vonalbírók: Anna Hammar Jenni Heikkinen |
| Zumwinkle (Cameranesi, Bozek) – 43:57 | 3–0            |             |                                | Játékvezetők: Tijana Haack Anniina Nurmi Vonalbírók: Anna Hammar Jenni Heikkinen |
| Compher (Murphy, Scamurra) – 46:15 | 4–0            |             |                                |                                                                                  |
| Carpenter (Kessel, Harmon) – 48:44 | 5–0            |             |                                |                                                                                  |

| 2022. február 6. 21:10 (14:10) | Svájc (SUI) | 0–8 (0–5, 0–2, 0–1) | Egyesült Államok (USA) | Wukesong Arena, Peking Nézőszám: 545 |

| Jegyzőkönyv | Jegyzőkönyv                  | Jegyzőkönyv                          | Jegyzőkönyv    | Jegyzőkönyv                                                                 |
| --- | ---------------------------- | ------------------------------------ | -------------- | --------------------------------------------------------------------------- |
| | Andrea Brändli Saskia Maurer | Kapusok                              | Alex Cavallini | Játékvezetők: Maria Furberg Lacey Senuk Vonalbírók: Alex Clarke Sara Strong |
| \| \| 0–1 \| 05:40 – Knight (Brandt, Keller) (PP) \| \| \| 0–2 \| 14:04 – Compher (Scamurra, Bozek) \| \| \| 0–3 \| 14:13 – Knight \| \| \| 0–4 \| 16:15 – Pannek \| \| \| 0–5 \| 19:38 – Kessel (Dunne, Barnes) \| \| \| 0–6 \| 22:11 – Pannek (Kessel, Carpenter) \| \| \| 0–7 \| 37:12 – Compher (Bozek, Dunne) \| \| \| 0–8 \| 57:29 – Cameranesi (Pannek, Barnes) \| |                              |                                      |                | Játékvezetők: Maria Furberg Lacey Senuk Vonalbírók: Alex Clarke Sara Strong |
| 6 perc | Büntetések                   | 2 perc                               |                | Játékvezetők: Maria Furberg Lacey Senuk Vonalbírók: Alex Clarke Sara Strong |
| 8 | Lövések                      | 46                                   |                | Játékvezetők: Maria Furberg Lacey Senuk Vonalbírók: Alex Clarke Sara Strong |
| | 0–1                          | 05:40 – Knight (Brandt, Keller) (PP) |                | Játékvezetők: Maria Furberg Lacey Senuk Vonalbírók: Alex Clarke Sara Strong |
| | 0–2                          | 14:04 – Compher (Scamurra, Bozek)    |                | Játékvezetők: Maria Furberg Lacey Senuk Vonalbírók: Alex Clarke Sara Strong |
| | 0–3                          | 14:13 – Knight                       |                | Játékvezetők: Maria Furberg Lacey Senuk Vonalbírók: Alex Clarke Sara Strong |
| | 0–4                          | 16:15 – Pannek                       |                |                                                                             |
| | 0–5                          | 19:38 – Kessel (Dunne, Barnes)       |                |                                                                             |
| | 0–6                          | 22:11 – Pannek (Kessel, Carpenter)   |                |                                                                             |
| | 0–7                          | 37:12 – Compher (Bozek, Dunne)       |                |                                                                             |
| | 0–8                          | 57:29 – Cameranesi (Pannek, Barnes)  |                |                                                                             |

| 2022. február 7. 12:10 (5:10) | Az Orosz Olimpiai Bizottság versenyzői (ROC) | 1–6 (0–2, 1–2, 0–2) | Kanada (CAN) | Wukesong Arena, Peking Nézőszám: 545 |

| Jegyzőkönyv | Jegyzőkönyv                    | Jegyzőkönyv                            | Jegyzőkönyv         | Jegyzőkönyv                                                                          |
| --- | ------------------------------ | -------------------------------------- | ------------------- | ------------------------------------------------------------------------------------ |
| | Darja Gredzen Marija Szorokina | Kapusok                                | Emerance Maschmeyer | Játékvezetők: Darja Jermak Chelsea Rapin Vonalbírók: Veronica Lovensnö Linnea Sainio |
| \| \| 0–1 \| 02:09 – Nurse \| \| \| 0–2 \| 02:29 – Fillier (Fast, Rattray) \| \| \| 0–3 \| 27:45 – Rattray (Spooner, Nurse) (PP) \| \| \| 0–4 \| 30:29 – Ambrose (Johnston, Stacey) \| \| Sohina (Vafina) – 37:21 \| 1–4 \| \| \| \| 1–5 \| 40:39 – Johnston (Jenner, Poulin) (PP) \| \| \| 1–6 \| 45:50 – Poulin (Jenner, Ambrose) (PP) \| |                                |                                        |                     | Játékvezetők: Darja Jermak Chelsea Rapin Vonalbírók: Veronica Lovensnö Linnea Sainio |
| 14 perc | Büntetések                     | 8 perc                                 |                     | Játékvezetők: Darja Jermak Chelsea Rapin Vonalbírók: Veronica Lovensnö Linnea Sainio |
| 12 | Lövések                        | 49                                     |                     | Játékvezetők: Darja Jermak Chelsea Rapin Vonalbírók: Veronica Lovensnö Linnea Sainio |
| | 0–1                            | 02:09 – Nurse                          |                     | Játékvezetők: Darja Jermak Chelsea Rapin Vonalbírók: Veronica Lovensnö Linnea Sainio |
| | 0–2                            | 02:29 – Fillier (Fast, Rattray)        |                     | Játékvezetők: Darja Jermak Chelsea Rapin Vonalbírók: Veronica Lovensnö Linnea Sainio |
| | 0–3                            | 27:45 – Rattray (Spooner, Nurse) (PP)  |                     | Játékvezetők: Darja Jermak Chelsea Rapin Vonalbírók: Veronica Lovensnö Linnea Sainio |
| | 0–4                            | 30:29 – Ambrose (Johnston, Stacey)     |                     |                                                                                      |
| Sohina (Vafina) – 37:21 | 1–4                            |                                        |                     |                                                                                      |
| | 1–5                            | 40:39 – Johnston (Jenner, Poulin) (PP) |                     |                                                                                      |
| | 1–6                            | 45:50 – Poulin (Jenner, Ambrose) (PP)  |                     |                                                                                      |

| 2022. február 7. 21:10 (14:10) | Svájc (SUI) | 3–2 (1–0, 1–1, 1–1) | Finnország (FIN) | Beijing National Indoor Stadium, Peking Nézőszám: 742 |

| Jegyzőkönyv | Jegyzőkönyv    | Jegyzőkönyv                                  | Jegyzőkönyv  | Jegyzőkönyv                                                                             |
| --- | -------------- | -------------------------------------------- | ------------ | --------------------------------------------------------------------------------------- |
| | Andrea Brändli | Kapusok                                      | Anni Keisala | Játékvezetők: Cianna Lieffers Elizabeth Mantha Vonalbírók: Kendall Hanley Gyiana Mohova |
| \| Christen (Müller, Stalder) (PP2) – 11:52 \| 1–0 \| \| \| \| 1–1 \| 27:49 – Laitinen (Savolainen, Tuominen) (PP) \| \| Rüegg (Müller, Leemann) (PP, EA) – 30:00 \| 2–1 \| \| \| Stalder (Müller, Sigrist) – 41:21 \| 3–1 \| \| \| \| 3–2 \| 50:11 – Holopainen (Vainikkaa, Tulus) \| |                |                                              |              | Játékvezetők: Cianna Lieffers Elizabeth Mantha Vonalbírók: Kendall Hanley Gyiana Mohova |
| 6 perc | Büntetések     | 14 perc                                      |              | Játékvezetők: Cianna Lieffers Elizabeth Mantha Vonalbírók: Kendall Hanley Gyiana Mohova |
| 24 | Lövések        | 40                                           |              | Játékvezetők: Cianna Lieffers Elizabeth Mantha Vonalbírók: Kendall Hanley Gyiana Mohova |
| Christen (Müller, Stalder) (PP2) – 11:52 | 1–0            |                                              |              | Játékvezetők: Cianna Lieffers Elizabeth Mantha Vonalbírók: Kendall Hanley Gyiana Mohova |
| | 1–1            | 27:49 – Laitinen (Savolainen, Tuominen) (PP) |              | Játékvezetők: Cianna Lieffers Elizabeth Mantha Vonalbírók: Kendall Hanley Gyiana Mohova |
| Rüegg (Müller, Leemann) (PP, EA) – 30:00 | 2–1            |                                              |              | Játékvezetők: Cianna Lieffers Elizabeth Mantha Vonalbírók: Kendall Hanley Gyiana Mohova |
| Stalder (Müller, Sigrist) – 41:21 | 3–1            |                                              |              |                                                                                         |
| | 3–2            | 50:11 – Holopainen (Vainikkaa, Tulus)        |              |                                                                                         |

| 2022. február 8. 12:10 (5:10) | Egyesült Államok (USA) | 2–4 (0–1, 2–3, 0–0) | Kanada (CAN) | Wukesong Arena, Peking Nézőszám: 591 |

| Jegyzőkönyv | Jegyzőkönyv   | Jegyzőkönyv                            | Jegyzőkönyv        | Jegyzőkönyv                                                                                               |
| --- | ------------- | -------------------------------------- | ------------------ | --- |
| | Maddie Rooney | Kapusok                                | Ann-Renée Desbiens | Játékvezetők: Cianna Lieffers Lacey Senuk Elizabeth Mantha Vonalbírók: Kendall Hanley Jacqueline Spresser |
| \| \| 0–1 \| 14:10 – Jenner (Fillier, Poulin) (PP) \| \| Cameranesi (Pannek, Barnes) – 29:17 \| 1–1 \| \| \| Carpenter (Kessel, Keller) (PP) – 31:34 \| 2–1 \| \| \| \| 2–2 \| 32:00 – Jenner (Nurse) \| \| \| 2–3 \| 34:25 – Rattray (Spooner, Zandee-Hart) \| \| \| 2–4 \| 37:25 – Poulin (PS) \| |               |                                        |                    | Játékvezetők: Cianna Lieffers Lacey Senuk Elizabeth Mantha Vonalbírók: Kendall Hanley Jacqueline Spresser |
| 2 perc | Büntetések    | 12 perc                                |                    | Játékvezetők: Cianna Lieffers Lacey Senuk Elizabeth Mantha Vonalbírók: Kendall Hanley Jacqueline Spresser |
| 53 | Lövések       | 27                                     |                    | Játékvezetők: Cianna Lieffers Lacey Senuk Elizabeth Mantha Vonalbírók: Kendall Hanley Jacqueline Spresser |
| | 0–1           | 14:10 – Jenner (Fillier, Poulin) (PP)  |                    | Játékvezetők: Cianna Lieffers Lacey Senuk Elizabeth Mantha Vonalbírók: Kendall Hanley Jacqueline Spresser |
| Cameranesi (Pannek, Barnes) – 29:17 | 1–1           |                                        |                    | Játékvezetők: Cianna Lieffers Lacey Senuk Elizabeth Mantha Vonalbírók: Kendall Hanley Jacqueline Spresser |
| Carpenter (Kessel, Keller) (PP) – 31:34 | 2–1           |                                        |                    | Játékvezetők: Cianna Lieffers Lacey Senuk Elizabeth Mantha Vonalbírók: Kendall Hanley Jacqueline Spresser |
| | 2–2           | 32:00 – Jenner (Nurse)                 |                    | |
| | 2–3           | 34:25 – Rattray (Spooner, Zandee-Hart) |                    | |
| | 2–4           | 37:25 – Poulin (PS)                    |                    | |

| 2022. február 8. 21:10 (14:10) | Finnország (FIN) | 5–0 (2–0, 3–0, 0–0) | Az Orosz Olimpiai Bizottság versenyzői (ROC) | Beijing National Indoor Stadium, Peking Nézőszám: 797 |

| Jegyzőkönyv | Jegyzőkönyv  | Jegyzőkönyv | Jegyzőkönyv                         | Jegyzőkönyv                                                                |
| --- | ------------ | ----------- | ----------------------------------- | -------------------------------------------------------------------------- |
| | Anni Keisala | Kapusok     | Marija Szorokina Valerija Merkuseva | Játékvezetők: Kelly Cooke Anna Wiegand Vonalbírók: Alex Clarke Sara Strong |
| \| Rantala (Niskanen) – 09:06 \| 1–0 \| \| \| Karvinen (Nieminen, Tulus) (PP) – 18:18 \| 2–0 \| \| \| Nylund (Vanhanen, Rantala) – 27:09 \| 3–0 \| \| \| Tuominen (Laitinen) (PP) – 30:37 \| 4–0 \| \| \| Tapani (Hiirikoski, Tulus) (PP) – 31:06 \| 5–0 \| \| |              |             |                                     | Játékvezetők: Kelly Cooke Anna Wiegand Vonalbírók: Alex Clarke Sara Strong |
| 6 perc | Büntetések   | 14 perc     |                                     | Játékvezetők: Kelly Cooke Anna Wiegand Vonalbírók: Alex Clarke Sara Strong |
| 30 | Lövések      | 19          |                                     | Játékvezetők: Kelly Cooke Anna Wiegand Vonalbírók: Alex Clarke Sara Strong |
| Rantala (Niskanen) – 09:06 | 1–0          |             |                                     | Játékvezetők: Kelly Cooke Anna Wiegand Vonalbírók: Alex Clarke Sara Strong |
| Karvinen (Nieminen, Tulus) (PP) – 18:18 | 2–0          |             |                                     | Játékvezetők: Kelly Cooke Anna Wiegand Vonalbírók: Alex Clarke Sara Strong |
| Nylund (Vanhanen, Rantala) – 27:09 | 3–0          |             |                                     | Játékvezetők: Kelly Cooke Anna Wiegand Vonalbírók: Alex Clarke Sara Strong |
| Tuominen (Laitinen) (PP) – 30:37 | 4–0          |             |                                     |                                                                            |
| Tapani (Hiirikoski, Tulus) (PP) – 31:06 | 5–0          |             |                                     |                                                                            |

### B csoport
| Hely. | Csapat           | M | Gy | HGy | HV | V | G+ | G– | Gk | P | Továbbjutás                  |
| ----- | ---------------- | - | -- | --- | -- | - | -- | -- | -- | - | ---------------------------- |
| 1.    | Japán (JPN)      | 4 | 2  | 1   | 1  | 0 | 13 | 7  | +6 | 9 | Továbbjutott a negyeddöntőbe |
| 2.    | Csehország (CZE) | 4 | 2  | 0   | 1  | 1 | 10 | 8  | +2 | 7 | Továbbjutott a negyeddöntőbe |
| 3.    | Svédország (SWE) | 4 | 2  | 0   | 0  | 2 | 7  | 8  | −1 | 6 | Továbbjutott a negyeddöntőbe |
| 4.    | Kína (CHN) (R)   | 4 | 1  | 1   | 0  | 2 | 7  | 7  | 0  | 5 | Kiesett                      |
| 5.    | Dánia (DEN)      | 4 | 1  | 0   | 0  | 3 | 7  | 14 | −7 | 3 | Kiesett                      |

| 2022. február 3. 12:10 (5:10) | Csehország (CZE) | 3–1 (1–0, 1–1, 1–0) | Kína (CHN) | Wukesong Arena, Peking Nézőszám: 499 |

| Jegyzőkönyv | Jegyzőkönyv     | Jegyzőkönyv                      | Jegyzőkönyv | Jegyzőkönyv                                                                       |
| --- | --------------- | -------------------------------- | ----------- | --------------------------------------------------------------------------------- |
| | Klára Peslarová | Kapusok                          | Chen Tiya   | Játékvezetők: Tijana Haack Anniina Nurmi Vonalbírók: Anna Hammar Julia Kainberger |
| \| Radová (Vanišová, Mrázová) – 10:38 \| 1–0 \| \| \| Křížová (Neubauerová, Čajanová) – 23:57 \| 2–0 \| \| \| \| 2–1 \| 29:02 – Mi (Lin, Wang Yut.) (PP) \| \| Pejzlová (Horálková) – 46:27 \| 3–1 \| \| |                 |                                  |             | Játékvezetők: Tijana Haack Anniina Nurmi Vonalbírók: Anna Hammar Julia Kainberger |
| 4 perc | Büntetések      | 6 perc                           |             | Játékvezetők: Tijana Haack Anniina Nurmi Vonalbírók: Anna Hammar Julia Kainberger |
| 36 | Lövések         | 14                               |             | Játékvezetők: Tijana Haack Anniina Nurmi Vonalbírók: Anna Hammar Julia Kainberger |
| Radová (Vanišová, Mrázová) – 10:38 | 1–0             |                                  |             | Játékvezetők: Tijana Haack Anniina Nurmi Vonalbírók: Anna Hammar Julia Kainberger |
| Křížová (Neubauerová, Čajanová) – 23:57 | 2–0             |                                  |             | Játékvezetők: Tijana Haack Anniina Nurmi Vonalbírók: Anna Hammar Julia Kainberger |
| | 2–1             | 29:02 – Mi (Lin, Wang Yut.) (PP) |             | Játékvezetők: Tijana Haack Anniina Nurmi Vonalbírók: Anna Hammar Julia Kainberger |
| Pejzlová (Horálková) – 46:27 | 3–1             |                                  |             |                                                                                   |

| 2022. február 3. 16:40 (9:40) | Svédország (SWE) | 1–3 (0–1, 1–0, 0–2) | Japán (JPN) | Wukesong Arena, Peking Nézőszám: 482 |

| Jegyzőkönyv | Jegyzőkönyv    | Jegyzőkönyv                                 | Jegyzőkönyv   | Jegyzőkönyv                                                                             |
| --- | -------------- | ------------------------------------------- | ------------- | --------------------------------------------------------------------------------------- |
| | Emma Söderberg | Kapusok                                     | Nana Fujimoto | Játékvezetők: Cianna Lieffers Elizabeth Mantha Vonalbírók: Kendall Hanley Gyiana Mohova |
| \| \| 0–1 \| 19:13 – Koike (Kubo, Osawa) \| \| Nylén Persson (Wikner-Zienkiewicz) – 20:30 \| 1–1 \| \| \| \| 1–2 \| 44:03 – Ukita (Ak. Shiga, Ao. Shiga) \| \| \| 1–3 \| 58:59 – Yoneyama (Koyama, Hosoyamada) (ENG) \| |                |                                             |               | Játékvezetők: Cianna Lieffers Elizabeth Mantha Vonalbírók: Kendall Hanley Gyiana Mohova |
| 6 perc | Büntetések     | 4 perc                                      |               | Játékvezetők: Cianna Lieffers Elizabeth Mantha Vonalbírók: Kendall Hanley Gyiana Mohova |
| 27 | Lövések        | 40                                          |               | Játékvezetők: Cianna Lieffers Elizabeth Mantha Vonalbírók: Kendall Hanley Gyiana Mohova |
| | 0–1            | 19:13 – Koike (Kubo, Osawa)                 |               | Játékvezetők: Cianna Lieffers Elizabeth Mantha Vonalbírók: Kendall Hanley Gyiana Mohova |
| Nylén Persson (Wikner-Zienkiewicz) – 20:30 | 1–1            |                                             |               | Játékvezetők: Cianna Lieffers Elizabeth Mantha Vonalbírók: Kendall Hanley Gyiana Mohova |
| | 1–2            | 44:03 – Ukita (Ak. Shiga, Ao. Shiga)        |               | Játékvezetők: Cianna Lieffers Elizabeth Mantha Vonalbírók: Kendall Hanley Gyiana Mohova |
| | 1–3            | 58:59 – Yoneyama (Koyama, Hosoyamada) (ENG) |               |                                                                                         |

| 2022. február 4. 12:10 (5:10) | Dánia (DEN) | 1–3 (1–0, 0–1, 0–2) | Kína (CHN) | Wukesong Arena, Peking Nézőszám: 580 |

| Jegyzőkönyv | Jegyzőkönyv              | Jegyzőkönyv                                                                        | Jegyzőkönyv                   | Jegyzőkönyv                                                                          |
| --- | ------------------------ | ---------------------------------------------------------------------------------- | ----------------------------- | ------------------------------------------------------------------------------------ |
| | Cassandra Repstock-Romme | Kapusok                                                                            | Csou Csia-jing (Zhou Jiaying) | Játékvezetők: Darja Jermak Chelsea Rapin Vonalbírók: Veronica Lovensnö Linnea Sainio |
| \| Frandsen (N. Jensen, Glud) – 08:06 \| 1–0 \| \| \| \| 1–1 \| 36:46 – Lin Csi-csi (Lin Qiqi) (Ju Paj-vej (Yu Baiwei), Vang Ju-ting (Wang Yuting) \| \| \| 1–2 \| 59:10 – Lin Ni (Lin Csi-csi (Lin Qiqi) \| \| \| 1–3 \| 59:28 – Lin Csi-csi (Lin Qiqi) (ENG) \| |                          |                                                                                    |                               | Játékvezetők: Darja Jermak Chelsea Rapin Vonalbírók: Veronica Lovensnö Linnea Sainio |
| 6 perc | Büntetések               | 6 perc                                                                             |                               | Játékvezetők: Darja Jermak Chelsea Rapin Vonalbírók: Veronica Lovensnö Linnea Sainio |
| 23 | Lövések                  | 32                                                                                 |                               | Játékvezetők: Darja Jermak Chelsea Rapin Vonalbírók: Veronica Lovensnö Linnea Sainio |
| Frandsen (N. Jensen, Glud) – 08:06 | 1–0                      |                                                                                    |                               | Játékvezetők: Darja Jermak Chelsea Rapin Vonalbírók: Veronica Lovensnö Linnea Sainio |
| | 1–1                      | 36:46 – Lin Csi-csi (Lin Qiqi) (Ju Paj-vej (Yu Baiwei), Vang Ju-ting (Wang Yuting) |                               | Játékvezetők: Darja Jermak Chelsea Rapin Vonalbírók: Veronica Lovensnö Linnea Sainio |
| | 1–2                      | 59:10 – Lin Ni (Lin Csi-csi (Lin Qiqi)                                             |                               | Játékvezetők: Darja Jermak Chelsea Rapin Vonalbírók: Veronica Lovensnö Linnea Sainio |
| | 1–3                      | 59:28 – Lin Csi-csi (Lin Qiqi) (ENG)                                               |                               |                                                                                      |

| 2022. február 5. 16:40 (9:40) | Japán (JPN) | 6–2 (3–0, 2–1, 1–1) | Dánia (DEN) | Wukesong Arena, Peking Nézőszám: 476 |

| Jegyzőkönyv | Jegyzőkönyv                 | Jegyzőkönyv                           | Jegyzőkönyv                          | Jegyzőkönyv                                                                 |
| --- | --------------------------- | ------------------------------------- | ------------------------------------ | --------------------------------------------------------------------------- |
| | Nana Fujimoto Akane Konishi | Kapusok                               | Lisa Jensen Cassandra Repstock-Romme | Játékvezetők: Kelly Cooke Maria Furberg Vonalbírók: Alex Clarke Sara Strong |
| \| H. Yamashita (Miura, Koike) – 10:46 \| 1–0 \| \| \| H. Toko (Ao. Shiga, A. Toko) – 12:08 \| 2–0 \| \| \| Ukita – 13:50 \| 3–0 \| \| \| A. Toko (H. Toko) – 22:53 \| 4–0 \| \| \| \| 4–1 \| 29:16 – Bau Hansen (N. Jensen) \| \| Ak. Shiga (Kubo, H. Toko) (PP) – 39:54 \| 5–1 \| \| \| H. Yoneyama (H. Yamashita, Koike) – 48:02 \| 6–1 \| \| \| \| 6–2 \| 59:55 – Jakobsen (Persson, Weis) (PP) \| |                             |                                       |                                      | Játékvezetők: Kelly Cooke Maria Furberg Vonalbírók: Alex Clarke Sara Strong |
| 8 perc | Büntetések                  | 8 perc                                |                                      | Játékvezetők: Kelly Cooke Maria Furberg Vonalbírók: Alex Clarke Sara Strong |
| 42 | Lövések                     | 20                                    |                                      | Játékvezetők: Kelly Cooke Maria Furberg Vonalbírók: Alex Clarke Sara Strong |
| H. Yamashita (Miura, Koike) – 10:46 | 1–0                         |                                       |                                      | Játékvezetők: Kelly Cooke Maria Furberg Vonalbírók: Alex Clarke Sara Strong |
| H. Toko (Ao. Shiga, A. Toko) – 12:08 | 2–0                         |                                       |                                      | Játékvezetők: Kelly Cooke Maria Furberg Vonalbírók: Alex Clarke Sara Strong |
| Ukita – 13:50 | 3–0                         |                                       |                                      | Játékvezetők: Kelly Cooke Maria Furberg Vonalbírók: Alex Clarke Sara Strong |
| A. Toko (H. Toko) – 22:53 | 4–0                         |                                       |                                      |                                                                             |
| | 4–1                         | 29:16 – Bau Hansen (N. Jensen)        |                                      |                                                                             |
| Ak. Shiga (Kubo, H. Toko) (PP) – 39:54 | 5–1                         |                                       |                                      |                                                                             |
| H. Yoneyama (H. Yamashita, Koike) – 48:02 | 6–1                         |                                       |                                      |                                                                             |
| | 6–2                         | 59:55 – Jakobsen (Persson, Weis) (PP) |                                      |                                                                             |

| 2022. február 5. 16:40 (9:40) | Csehország (CZE) | 3–1 (1–0, 1–1, 1–0) | Svédország (SWE) | Beijing National Indoor Stadium, Peking Nézőszám: 438 |

| Jegyzőkönyv | Jegyzőkönyv     | Jegyzőkönyv                               | Jegyzőkönyv    | Jegyzőkönyv                                                                                  |
| --- | --------------- | ----------------------------------------- | -------------- | -------------------------------------------------------------------------------------------- |
| | Klára Peslarová | Kapusok                                   | Emma Söderberg | Játékvezetők: Cianna Lieffers Elizabeth Mantha Vonalbírók: Gyiana Mohova Jacqueline Spresser |
| \| Vanišová – 18:23 \| 1–0 \| \| \| Hymlarová (SH) – 33:56 \| 2–0 \| \| \| \| 2–1 \| 39:16 – Muren (Lin. Johansson, Adolfsson) \| \| Vanišová – 54:03 \| 3–1 \| \| |                 |                                           |                | Játékvezetők: Cianna Lieffers Elizabeth Mantha Vonalbírók: Gyiana Mohova Jacqueline Spresser |
| 12 perc | Büntetések      | 8 perc                                    |                | Játékvezetők: Cianna Lieffers Elizabeth Mantha Vonalbírók: Gyiana Mohova Jacqueline Spresser |
| 46 | Lövések         | 28                                        |                | Játékvezetők: Cianna Lieffers Elizabeth Mantha Vonalbírók: Gyiana Mohova Jacqueline Spresser |
| Vanišová – 18:23 | 1–0             |                                           |                | Játékvezetők: Cianna Lieffers Elizabeth Mantha Vonalbírók: Gyiana Mohova Jacqueline Spresser |
| Hymlarová (SH) – 33:56 | 2–0             |                                           |                | Játékvezetők: Cianna Lieffers Elizabeth Mantha Vonalbírók: Gyiana Mohova Jacqueline Spresser |
| | 2–1             | 39:16 – Muren (Lin. Johansson, Adolfsson) |                | Játékvezetők: Cianna Lieffers Elizabeth Mantha Vonalbírók: Gyiana Mohova Jacqueline Spresser |
| Vanišová – 54:03 | 3–1             |                                           |                |                                                                                              |

| 2022. február 6. 16:40 (9:40) | Kína (CHN) | 2–1 (sz.) (0–1, 0–0, 1–0) (h.u.: 0–0) (sz.: 1–0) | Japán (JPN) | Wukesong Arena, Peking Nézőszám: 506 |

| Jegyzőkönyv                                                                               | Jegyzőkönyv  | Jegyzőkönyv                            | Jegyzőkönyv   | Jegyzőkönyv                                                                           |
| ----------------------------------------------------------------------------------------- | ------------ | -------------------------------------- | ------------- | ------------------------------------------------------------------------------------- |
|                                                                                           | Zhou Jiaying | Kapusok                                | Nana Fujimoto | Játékvezetők: Tijana Haack Anniina Nurmi Vonalbírók: Jenni Heikkinen Julia Kainberger |
| \| \| 0–1 \| 18:02 – Hosoyamada (Koike, Osawa) (PP) \| \| Hu (Li B.) – 41:06 \| 1–1 \| \| |              |                                        |               | Játékvezetők: Tijana Haack Anniina Nurmi Vonalbírók: Jenni Heikkinen Julia Kainberger |
| Lin Q. Lin N. Zhang Mi                                                                    | Szétlövés    | Kubo Shiga Ukita H. Toko A. Toko       |               | Játékvezetők: Tijana Haack Anniina Nurmi Vonalbírók: Jenni Heikkinen Julia Kainberger |
| 6 perc                                                                                    | Büntetések   | 0 perc                                 |               | Játékvezetők: Tijana Haack Anniina Nurmi Vonalbírók: Jenni Heikkinen Julia Kainberger |
| 30                                                                                        | Lövések      | 33                                     |               | Játékvezetők: Tijana Haack Anniina Nurmi Vonalbírók: Jenni Heikkinen Julia Kainberger |
|                                                                                           | 0–1          | 18:02 – Hosoyamada (Koike, Osawa) (PP) |               | Játékvezetők: Tijana Haack Anniina Nurmi Vonalbírók: Jenni Heikkinen Julia Kainberger |
| Hu (Li B.) – 41:06                                                                        | 1–1          |                                        |               | Játékvezetők: Tijana Haack Anniina Nurmi Vonalbírók: Jenni Heikkinen Julia Kainberger |

| 2022. február 7. 16:40 (9:40) | Dánia (DEN) | 3–2 (1–1, 1–1, 1–0) | Csehország (CZE) | Wukesong Arena, Peking Nézőszám: 637 |

| Jegyzőkönyv | Jegyzőkönyv              | Jegyzőkönyv                        | Jegyzőkönyv       | Jegyzőkönyv                                                                 |
| --- | ------------------------ | ---------------------------------- | ----------------- | --------------------------------------------------------------------------- |
| | Cassandra Repstock-Romme | Kapusok                            | Viktorie Švejdová | Játékvezetők: Maria Furberg Lacey Senuk Vonalbírók: Alex Clarke Sara Strong |
| \| \| 0–1 \| 05:48 – Tejralová (Křížová) \| \| Jakobsen – 09:14 \| 1–1 \| \| \| \| 1–2 \| 23:01 – Mrázová (Radová, Vanišová) \| \| Weis – 24:28 \| 2–2 \| \| \| Glud (Jakobsen, N. Jensen) (PP) – 40:49 \| 3–2 \| \| |                          |                                    |                   | Játékvezetők: Maria Furberg Lacey Senuk Vonalbírók: Alex Clarke Sara Strong |
| 12 perc | Büntetések               | 8 perc                             |                   | Játékvezetők: Maria Furberg Lacey Senuk Vonalbírók: Alex Clarke Sara Strong |
| 17 | Lövések                  | 32                                 |                   | Játékvezetők: Maria Furberg Lacey Senuk Vonalbírók: Alex Clarke Sara Strong |
| | 0–1                      | 05:48 – Tejralová (Křížová)        |                   | Játékvezetők: Maria Furberg Lacey Senuk Vonalbírók: Alex Clarke Sara Strong |
| Jakobsen – 09:14 | 1–1                      |                                    |                   | Játékvezetők: Maria Furberg Lacey Senuk Vonalbírók: Alex Clarke Sara Strong |
| | 1–2                      | 23:01 – Mrázová (Radová, Vanišová) |                   | Játékvezetők: Maria Furberg Lacey Senuk Vonalbírók: Alex Clarke Sara Strong |
| Weis – 24:28 | 2–2                      |                                    |                   |                                                                             |
| Glud (Jakobsen, N. Jensen) (PP) – 40:49 | 3–2                      |                                    |                   |                                                                             |

| 2022. február 7. 21:10 (14:10) | Kína (CHN) | 1–2 (1–0, 0–2, 0–0) | Svédország (SWE) | Wukesong Arena, Peking Nézőszám: 588 |

| Jegyzőkönyv | Jegyzőkönyv  | Jegyzőkönyv                            | Jegyzőkönyv    | Jegyzőkönyv                                                                           |
| --- | ------------ | -------------------------------------- | -------------- | ------------------------------------------------------------------------------------- |
| | Zhou Jiaying | Kapusok                                | Emma Söderberg | Játékvezetők: Anniina Nurmi Anna Wiegand Vonalbírók: Jenni Heikkinen Julia Kainberger |
| \| Kang (Lin J.) – 05:16 \| 1–0 \| \| \| \| 1–1 \| 25:14 – Wikner-Zienkiewicz (PS) \| \| \| 1–2 \| 26:39 – Bouveng (Nylén Persson, Waxin) \| |              |                                        |                | Játékvezetők: Anniina Nurmi Anna Wiegand Vonalbírók: Jenni Heikkinen Julia Kainberger |
| 2 perc | Büntetések   | 8 perc                                 |                | Játékvezetők: Anniina Nurmi Anna Wiegand Vonalbírók: Jenni Heikkinen Julia Kainberger |
| 33 | Lövések      | 33                                     |                | Játékvezetők: Anniina Nurmi Anna Wiegand Vonalbírók: Jenni Heikkinen Julia Kainberger |
| Kang (Lin J.) – 05:16 | 1–0          |                                        |                | Játékvezetők: Anniina Nurmi Anna Wiegand Vonalbírók: Jenni Heikkinen Julia Kainberger |
| | 1–1          | 25:14 – Wikner-Zienkiewicz (PS)        |                | Játékvezetők: Anniina Nurmi Anna Wiegand Vonalbírók: Jenni Heikkinen Julia Kainberger |
| | 1–2          | 26:39 – Bouveng (Nylén Persson, Waxin) |                | Játékvezetők: Anniina Nurmi Anna Wiegand Vonalbírók: Jenni Heikkinen Julia Kainberger |

| 2022. február 8. 16:40 (9:40) | Japán (JPN) | 3–2 (sz.) (1–0, 0–1, 1–1) (h.u.: 0–0) (sz.: 1–0) | Csehország (CZE) | Wukesong Arena, Peking Nézőszám: 638 |

| Jegyzőkönyv | Jegyzőkönyv   | Jegyzőkönyv                            | Jegyzőkönyv     | Jegyzőkönyv                                                                        |
| --- | ------------- | -------------------------------------- | --------------- | ---------------------------------------------------------------------------------- |
| | Nana Fujimoto | Kapusok                                | Klára Peslarová | Játékvezetők: Darja Abroszimova Darja Jermak Vonalbírók: Lisa Linnek Linnea Sainio |
| \| H. Toko (Ao. Shiga, A. Toko) (PP) – 04:00 \| 1–0 \| \| \| \| 1–1 \| 26:09 – Křížová (Vanišová) \| \| H. Toko (Kubo, A. Toko) (PP) – 40:23 \| 2–1 \| \| \| \| 2–2 \| 45:53 – Mlýnková \| |               |                                        |                 | Játékvezetők: Darja Abroszimova Darja Jermak Vonalbírók: Lisa Linnek Linnea Sainio |
| Ukita Kubo Koyama H. Toko Ak. Shiga | Szétlövés     | Pátková Křížová Pejzlová Mrázová Mills |                 | Játékvezetők: Darja Abroszimova Darja Jermak Vonalbírók: Lisa Linnek Linnea Sainio |
| 6 perc | Büntetések    | 10 perc                                |                 | Játékvezetők: Darja Abroszimova Darja Jermak Vonalbírók: Lisa Linnek Linnea Sainio |
| 25 | Lövések       | 38                                     |                 | Játékvezetők: Darja Abroszimova Darja Jermak Vonalbírók: Lisa Linnek Linnea Sainio |
| H. Toko (Ao. Shiga, A. Toko) (PP) – 04:00 | 1–0           |                                        |                 | Játékvezetők: Darja Abroszimova Darja Jermak Vonalbírók: Lisa Linnek Linnea Sainio |
| | 1–1           | 26:09 – Křížová (Vanišová)             |                 | Játékvezetők: Darja Abroszimova Darja Jermak Vonalbírók: Lisa Linnek Linnea Sainio |
| H. Toko (Kubo, A. Toko) (PP) – 40:23 | 2–1           |                                        |                 |                                                                                    |
| | 2–2           | 45:53 – Mlýnková                       |                 |                                                                                    |

| 2022. február 8. 21:10 (14:10) | Svédország (SWE) | 3–1 (1–0, 1–1, 1–0) | Dánia (DEN) | Wukesong Arena, Peking Nézőszám: 696 |

| Jegyzőkönyv | Jegyzőkönyv    | Jegyzőkönyv                               | Jegyzőkönyv              | Jegyzőkönyv                                                                       |
| --- | -------------- | ----------------------------------------- | ------------------------ | --------------------------------------------------------------------------------- |
| | Emma Söderberg | Kapusok                                   | Cassandra Repstock-Romme | Játékvezetők: Anniina Nurmi Chelsea Rapin Vonalbírók: Anna Hammar Jenni Heikkinen |
| \| Nordin (Lundin) – 04:00 \| 1–0 \| \| \| \| 1–1 \| 34:04 – Oksbjerg (Jakobsen, Friis-Hansen) \| \| Lis. Johansson (Lundin, Waxin) (PP) – 36:00 \| 2–1 \| \| \| Berglund (Ljungblom) (PP, ENG) – 59:43 \| 3–1 \| \| |                |                                           |                          | Játékvezetők: Anniina Nurmi Chelsea Rapin Vonalbírók: Anna Hammar Jenni Heikkinen |
| 14 perc | Büntetések     | 10 perc                                   |                          | Játékvezetők: Anniina Nurmi Chelsea Rapin Vonalbírók: Anna Hammar Jenni Heikkinen |
| 21 | Lövések        | 26                                        |                          | Játékvezetők: Anniina Nurmi Chelsea Rapin Vonalbírók: Anna Hammar Jenni Heikkinen |
| Nordin (Lundin) – 04:00 | 1–0            |                                           |                          | Játékvezetők: Anniina Nurmi Chelsea Rapin Vonalbírók: Anna Hammar Jenni Heikkinen |
| | 1–1            | 34:04 – Oksbjerg (Jakobsen, Friis-Hansen) |                          | Játékvezetők: Anniina Nurmi Chelsea Rapin Vonalbírók: Anna Hammar Jenni Heikkinen |
| Lis. Johansson (Lundin, Waxin) (PP) – 36:00 | 2–1            |                                           |                          | Játékvezetők: Anniina Nurmi Chelsea Rapin Vonalbírók: Anna Hammar Jenni Heikkinen |
| Berglund (Ljungblom) (PP, ENG) – 59:43 | 3–1            |                                           |                          |                                                                                   |

## Egyenes kieséses szakasz

### Ágrajz
|  |              |                                        |                  |                  |   |                  |                  |             |               |               |               |       |       |
|  | Negyeddöntők | Negyeddöntők                           | Negyeddöntők     |                  |   | Elődöntők        | Elődöntők        | Elődöntők   |               |               | Döntő         | Döntő | Döntő |
|  | Negyeddöntők | Negyeddöntők                           | Negyeddöntők     |                  |   | Elődöntők        | Elődöntők        | Elődöntők   |               |               | Döntő         | Döntő | Döntő |
|  | február 11.  |                                        |                  |                  |   |                  |                  |             |               |               |               |       |       |
|  |              |                                        |                  |                  |   |                  |                  |             |               |               |               |       |       |
|  | A1           | Kanada                                 | 11               |                  |   |                  |                  |             |               |               |               |       |       |
|  | A1           | Kanada                                 | 11               | február 14.      |   |                  |                  |             |               |               |               |       |       |
|  | B3           | Svédország                             | 0                |                  |   |                  |                  |             |               |               |               |       |       |
|  | B3           | Svédország                             | 0                |                  |   | Kanada           | Kanada           | 10          |               |               |               |       |       |
|  | február 12.  |                                        |                  |                  |   | Kanada           | Kanada           | 10          |               |               |               |       |       |
|  |              |                                        | Svájc            | Svájc            | 3 |                  |                  |             |               |               |               |       |       |
|  | A4           | Az Orosz Olimpiai Bizottság versenyzői | Svájc            | Svájc            | 3 | 2                |                  |             |               |               |               |       |       |
|  | A4           | Az Orosz Olimpiai Bizottság versenyzői |                  |                  |   | 2                | február 17.      |             |               |               |               |       |       |
|  | A5           | Svájc                                  | 4                |                  |   |                  |                  |             |               |               |               |       |       |
|  | A5           | Svájc                                  | 4                |                  |   | Kanada           | Kanada           | 3           |               |               |               |       |       |
|  | február 11.  |                                        |                  |                  |   | Kanada           | Kanada           | 3           |               |               |               |       |       |
|  |              |                                        | Egyesült Államok | Egyesült Államok | 2 |                  |                  |             |               |               |               |       |       |
|  | A2           | Egyesült Államok                       | Egyesült Államok | Egyesült Államok | 2 | 4                |                  |             |               |               |               |       |       |
|  | A2           | Egyesült Államok                       | február 14.      |                  |   | 4                |                  |             |               |               |               |       |       |
|  | B2           | Csehország                             | 1                |                  |   |                  |                  |             |               |               |               |       |       |
|  | B2           | Csehország                             | 1                |                  |   | Egyesült Államok | Egyesült Államok | 4           | Bronzmérkőzés | Bronzmérkőzés | Bronzmérkőzés |       |       |
|  | február 12.  |                                        |                  |                  |   | Egyesült Államok | Egyesült Államok | 4           | Bronzmérkőzés | Bronzmérkőzés | Bronzmérkőzés |       |       |
|  |              |                                        | Finnország       | Finnország       | 1 |                  |                  | február 16. | február 16.   | február 16.   |               |       |       |
|  | A3           | Finnország                             | Finnország       | Finnország       | 1 | 7                |                  | február 16. | február 16.   | február 16.   |               |       |       |
|  | A3           | Finnország                             |                  |                  |   |                  |                  | Finnország  | Finnország    | 4             |               |       |       |
|  | B1           | Japán                                  | 1                |                  |   |                  |                  | Finnország  | Finnország    | 4             |               |       |       |
|  | B1           | Japán                                  | 1                |                  |   | Svájc            | Svájc            | 0           |               |               |               |       |       |
|  |              |                                        |                  |                  |   | Svájc            | Svájc            | 0           |               |               |               |       |       |

### Negyeddöntők
| 2022. február 11. 12:10 (5:10) | Egyesült Államok (USA) | 4–1 (0–0, 1–1, 3–0) | Csehország (CZE) | Wukesong Arena, Peking Nézőszám: 636 |

| Jegyzőkönyv | Jegyzőkönyv    | Jegyzőkönyv                          | Jegyzőkönyv     | Jegyzőkönyv                                                                         |
| --- | -------------- | ------------------------------------ | --------------- | ----------------------------------------------------------------------------------- |
| | Alex Cavallini | Kapusok                              | Klára Peslarová | Játékvezetők: Elizabeth Mantha Anniina Nurmi Vonalbírók: Anna Hammar Kendall Hanley |
| \| \| 0–1 \| 24:59 – Pejzlová (Vanišová, Křížová) \| \| Knight (Coyne Schofield) – 25:47 \| 1–1 \| \| \| Stecklein (Pannek, Keller) – 46:49 \| 2–1 \| \| \| Harmon (Brandt, Knight) (PP) – 56:51 \| 3–1 \| \| \| Coyne Schofield (Keller) (ENG) – 59:54 \| 4–1 \| \| |                |                                      |                 | Játékvezetők: Elizabeth Mantha Anniina Nurmi Vonalbírók: Anna Hammar Kendall Hanley |
| 11 perc | Büntetések     | 10 perc                              |                 | Játékvezetők: Elizabeth Mantha Anniina Nurmi Vonalbírók: Anna Hammar Kendall Hanley |
| 59 | Lövések        | 6                                    |                 | Játékvezetők: Elizabeth Mantha Anniina Nurmi Vonalbírók: Anna Hammar Kendall Hanley |
| | 0–1            | 24:59 – Pejzlová (Vanišová, Křížová) |                 | Játékvezetők: Elizabeth Mantha Anniina Nurmi Vonalbírók: Anna Hammar Kendall Hanley |
| Knight (Coyne Schofield) – 25:47 | 1–1            |                                      |                 | Játékvezetők: Elizabeth Mantha Anniina Nurmi Vonalbírók: Anna Hammar Kendall Hanley |
| Stecklein (Pannek, Keller) – 46:49 | 2–1            |                                      |                 | Játékvezetők: Elizabeth Mantha Anniina Nurmi Vonalbírók: Anna Hammar Kendall Hanley |
| Harmon (Brandt, Knight) (PP) – 56:51 | 3–1            |                                      |                 |                                                                                     |
| Coyne Schofield (Keller) (ENG) – 59:54 | 4–1            |                                      |                 |                                                                                     |

| 2022. február 11. 21:10 (14:10) | Kanada (CAN) | 11–0 (4–0, 5–0, 2–0) | Svédország (SWE) | Wukesong Arena, Peking Nézőszám: 669 |

| Jegyzőkönyv | Jegyzőkönyv         | Jegyzőkönyv | Jegyzőkönyv              | Jegyzőkönyv                                                                          |
| --- | ------------------- | ----------- | ------------------------ | ------------------------------------------------------------------------------------ |
| | Emerance Maschmeyer | Kapusok     | Emma Söderberg Ida Boman | Játékvezetők: Darja Abroszimova Lacey Senuk Vonalbírók: Alex Clarke Julia Kainberger |
| \| Jenner (Poulin, Nurse) – 03:05 \| 1–0 \| \| \| Fillier (Johnston, Poulin) (PP) – 17:05 \| 2–0 \| \| \| Fillier (Rattray, Fast) – 17:41 \| 3–0 \| \| \| Rattray (Thompson, Nurse) (PP) – 19:35 \| 4–0 \| \| \| Spooner (Nurse, Larocque) (PP) – 23:16 \| 5–0 \| \| \| Ambrose (Poulin, Thompson) – 25:15 \| 6–0 \| \| \| Turnbull (Ambrose, Saulnier) – 26:56 \| 7–0 \| \| \| Jenner (Poulin, Nurse) – 28:13 \| 8–0 \| \| \| Clark (Bell, Hart) (PP) – 29:09 \| 9–0 \| \| \| Jenner (Hart, Thompson) – 50:55 \| 10–0 \| \| \| Fillier (Spooner, Fast) – 52:06 \| 11–0 \| \| |                     |             |                          | Játékvezetők: Darja Abroszimova Lacey Senuk Vonalbírók: Alex Clarke Julia Kainberger |
| 8 perc | Büntetések          | 14 perc     |                          | Játékvezetők: Darja Abroszimova Lacey Senuk Vonalbírók: Alex Clarke Julia Kainberger |
| 56 | Lövések             | 11          |                          | Játékvezetők: Darja Abroszimova Lacey Senuk Vonalbírók: Alex Clarke Julia Kainberger |
| Jenner (Poulin, Nurse) – 03:05 | 1–0                 |             |                          | Játékvezetők: Darja Abroszimova Lacey Senuk Vonalbírók: Alex Clarke Julia Kainberger |
| Fillier (Johnston, Poulin) (PP) – 17:05 | 2–0                 |             |                          | Játékvezetők: Darja Abroszimova Lacey Senuk Vonalbírók: Alex Clarke Julia Kainberger |
| Fillier (Rattray, Fast) – 17:41 | 3–0                 |             |                          | Játékvezetők: Darja Abroszimova Lacey Senuk Vonalbírók: Alex Clarke Julia Kainberger |
| Rattray (Thompson, Nurse) (PP) – 19:35 | 4–0                 |             |                          |                                                                                      |
| Spooner (Nurse, Larocque) (PP) – 23:16 | 5–0                 |             |                          |                                                                                      |
| Ambrose (Poulin, Thompson) – 25:15 | 6–0                 |             |                          |                                                                                      |
| Turnbull (Ambrose, Saulnier) – 26:56 | 7–0                 |             |                          |                                                                                      |
| Jenner (Poulin, Nurse) – 28:13 | 8–0                 |             |                          |                                                                                      |
| Clark (Bell, Hart) (PP) – 29:09 | 9–0                 |             |                          |                                                                                      |
| Jenner (Hart, Thompson) – 50:55 | 10–0                |             |                          |                                                                                      |
| Fillier (Spooner, Fast) – 52:06 | 11–0                |             |                          |                                                                                      |

| 2022. február 12. 12:10 (5:10) | Az Orosz Olimpiai Bizottság versenyzői (ROC) | 2–4 (0–0, 1–1, 1–3) | Svájc (SUI) | Beijing National Indoor Stadium, Peking Nézőszám: 670 |

| Jegyzőkönyv | Jegyzőkönyv        | Jegyzőkönyv                     | Jegyzőkönyv    | Jegyzőkönyv                                                                     |
| --- | ------------------ | ------------------------------- | -------------- | ------------------------------------------------------------------------------- |
| | Valerija Merkuseva | Kapusok                         | Andrea Brändli | Játékvezetők: Kelly Cooke Chelsea Rapin Vonalbírók: Jenni Heikkinen Sara Strong |
| \| \| 0–1 \| 34:31 – Stänz (Müller, Stalder) \| \| Szavonyina (Sohina, Korzsakova) – 37:38 \| 1–1 \| \| \| \| 1–2 \| 47:31 – Rüegg (Moy, Vallario) \| \| Lucsnyikova (Bratyiscseva, Kagyirova) – 56:53 \| 2–2 \| \| \| \| 2–3 \| 57:23 – Müller (Stalder) \| \| \| 2–4 \| 59:58 – Müller (SH, ENG) \| |                    |                                 |                | Játékvezetők: Kelly Cooke Chelsea Rapin Vonalbírók: Jenni Heikkinen Sara Strong |
| 4 perc | Büntetések         | 6 perc                          |                | Játékvezetők: Kelly Cooke Chelsea Rapin Vonalbírók: Jenni Heikkinen Sara Strong |
| 24 | Lövések            | 36                              |                | Játékvezetők: Kelly Cooke Chelsea Rapin Vonalbírók: Jenni Heikkinen Sara Strong |
| | 0–1                | 34:31 – Stänz (Müller, Stalder) |                | Játékvezetők: Kelly Cooke Chelsea Rapin Vonalbírók: Jenni Heikkinen Sara Strong |
| Szavonyina (Sohina, Korzsakova) – 37:38 | 1–1                |                                 |                | Játékvezetők: Kelly Cooke Chelsea Rapin Vonalbírók: Jenni Heikkinen Sara Strong |
| | 1–2                | 47:31 – Rüegg (Moy, Vallario)   |                | Játékvezetők: Kelly Cooke Chelsea Rapin Vonalbírók: Jenni Heikkinen Sara Strong |
| Lucsnyikova (Bratyiscseva, Kagyirova) – 56:53 | 2–2                |                                 |                |                                                                                 |
| | 2–3                | 57:23 – Müller (Stalder)        |                |                                                                                 |
| | 2–4                | 59:58 – Müller (SH, ENG)        |                |                                                                                 |

| 2022. február 12. 16:40 (9:40) | Finnország (FIN) | 7–1 (2–1, 2–0, 3–0) | Japán (JPN) | Wukesong Arena, Peking Nézőszám: 675 |

| Jegyzőkönyv | Jegyzőkönyv    | Jegyzőkönyv             | Jegyzőkönyv   | Jegyzőkönyv                                                                          |
| --- | -------------- | ----------------------- | ------------- | ------------------------------------------------------------------------------------ |
| | Meeri Räisänen | Kapusok                 | Nana Fujimoto | Játékvezetők: Cianna Lieffers Anna Wiegand Vonalbírók: Lisa Linnek Veronica Lovensnö |
| \| Nieminen (Tulus, Hiirikoski) (PP) – 02:08 \| 1–0 \| \| \| Vainikka (Laitinen, Holopainen) – 04:32 \| 2–0 \| \| \| \| 2–1 \| 15:01 – Shiga (H. Toko) \| \| Karvinen (Nieminen, Tapani) – 25:01 \| 3–1 \| \| \| Nieminen (Karvinen, Laitinen) – 28:29 \| 4–1 \| \| \| Nieminen (Tapani, Hiirikoski) – 40:18 \| 5–1 \| \| \| Tapani (Karvinen, Nieminen) – 48:28 \| 6–1 \| \| \| Hakala (Niskanen, Laitinen) – 52:29 \| 7–1 \| \| |                |                         |               | Játékvezetők: Cianna Lieffers Anna Wiegand Vonalbírók: Lisa Linnek Veronica Lovensnö |
| 8 perc | Büntetések     | 4 perc                  |               | Játékvezetők: Cianna Lieffers Anna Wiegand Vonalbírók: Lisa Linnek Veronica Lovensnö |
| 49 | Lövések        | 25                      |               | Játékvezetők: Cianna Lieffers Anna Wiegand Vonalbírók: Lisa Linnek Veronica Lovensnö |
| Nieminen (Tulus, Hiirikoski) (PP) – 02:08 | 1–0            |                         |               | Játékvezetők: Cianna Lieffers Anna Wiegand Vonalbírók: Lisa Linnek Veronica Lovensnö |
| Vainikka (Laitinen, Holopainen) – 04:32 | 2–0            |                         |               | Játékvezetők: Cianna Lieffers Anna Wiegand Vonalbírók: Lisa Linnek Veronica Lovensnö |
| | 2–1            | 15:01 – Shiga (H. Toko) |               | Játékvezetők: Cianna Lieffers Anna Wiegand Vonalbírók: Lisa Linnek Veronica Lovensnö |
| Karvinen (Nieminen, Tapani) – 25:01 | 3–1            |                         |               |                                                                                      |
| Nieminen (Karvinen, Laitinen) – 28:29 | 4–1            |                         |               |                                                                                      |
| Nieminen (Tapani, Hiirikoski) – 40:18 | 5–1            |                         |               |                                                                                      |
| Tapani (Karvinen, Nieminen) – 48:28 | 6–1            |                         |               |                                                                                      |
| Hakala (Niskanen, Laitinen) – 52:29 | 7–1            |                         |               |                                                                                      |

### Elődöntők
| 2022. február 14. 12:10 (5:10) | Kanada (CAN) | 10–3 (5–1, 3–2, 2–0) | Svájc (SUI) | Wukesong Arena, Peking Nézőszám: 645 |

| Jegyzőkönyv | Jegyzőkönyv        | Jegyzőkönyv                   | Jegyzőkönyv                  | Jegyzőkönyv                                                                          |
| --- | ------------------ | ----------------------------- | ---------------------------- | ------------------------------------------------------------------------------------ |
| | Ann-Renee Desbiens | Kapusok                       | Andrea Brändli Saskia Maurer | Játékvezetők: Anniina Nurmi Chelsea Rapin Vonalbírók: Jenni Hekkinen Jackie Spresser |
| \| Thompson (Johnston) – 07:16 \| 1–0 \| \| \| Rattray (Ambrose, Fillier) – 08:28 \| 2–0 \| \| \| Turnbull (Thompson, Johnston) – 09:04 \| 3–0 \| \| \| Fast (Nurse, Jenner) – 09:21 \| 4–0 \| \| \| Ambrose (Daoust, Spooner) – 10:40 \| 5–0 \| \| \| \| 5–1 \| 18:37 – Stalder (Müller) (PP) \| \| \| 5–2 \| 24:59 – Müller (Stalder) \| \| Poulin (Nurse) – 27:52 \| 6–2 \| \| \| Clark (Johnston, Turnbull) – 28:03 \| 7–2 \| \| \| \| 7–3 \| 29:44 – Stalder (PP) \| \| Poulin (Nurse, Thompson) – 33:27 \| 8–3 \| \| \| Maltais (Stacey, Saulnier) – 43:13 \| 9–3 \| \| \| Jenner (Nurse) – 58:11 \| 10–3 \| \| |                    |                               |                              | Játékvezetők: Anniina Nurmi Chelsea Rapin Vonalbírók: Jenni Hekkinen Jackie Spresser |
| 8 perc | Büntetések         | 4 perc                        |                              | Játékvezetők: Anniina Nurmi Chelsea Rapin Vonalbírók: Jenni Hekkinen Jackie Spresser |
| 61 | Lövések            | 13                            |                              | Játékvezetők: Anniina Nurmi Chelsea Rapin Vonalbírók: Jenni Hekkinen Jackie Spresser |
| Thompson (Johnston) – 07:16 | 1–0                |                               |                              | Játékvezetők: Anniina Nurmi Chelsea Rapin Vonalbírók: Jenni Hekkinen Jackie Spresser |
| Rattray (Ambrose, Fillier) – 08:28 | 2–0                |                               |                              | Játékvezetők: Anniina Nurmi Chelsea Rapin Vonalbírók: Jenni Hekkinen Jackie Spresser |
| Turnbull (Thompson, Johnston) – 09:04 | 3–0                |                               |                              | Játékvezetők: Anniina Nurmi Chelsea Rapin Vonalbírók: Jenni Hekkinen Jackie Spresser |
| Fast (Nurse, Jenner) – 09:21 | 4–0                |                               |                              |                                                                                      |
| Ambrose (Daoust, Spooner) – 10:40 | 5–0                |                               |                              |                                                                                      |
| | 5–1                | 18:37 – Stalder (Müller) (PP) |                              |                                                                                      |
| | 5–2                | 24:59 – Müller (Stalder)      |                              |                                                                                      |
| Poulin (Nurse) – 27:52 | 6–2                |                               |                              |                                                                                      |
| Clark (Johnston, Turnbull) – 28:03 | 7–2                |                               |                              |                                                                                      |
| | 7–3                | 29:44 – Stalder (PP)          |                              |                                                                                      |
| Poulin (Nurse, Thompson) – 33:27 | 8–3                |                               |                              |                                                                                      |
| Maltais (Stacey, Saulnier) – 43:13 | 9–3                |                               |                              |                                                                                      |
| Jenner (Nurse) – 58:11 | 10–3               |                               |                              |                                                                                      |

| 2022. február 14. 21:10 (14:10) | Egyesült Államok (USA) | 4–1 (0–0, 2–0, 2–1) | Finnország (FIN) | Wukesong Arena, Peking Nézőszám: 642 |

| Jegyzőkönyv | Jegyzőkönyv    | Jegyzőkönyv                                | Jegyzőkönyv  | Jegyzőkönyv                                                                        |
| --- | -------------- | ------------------------------------------ | ------------ | ---------------------------------------------------------------------------------- |
| | Alex Cavallini | Kapusok                                    | Anni Keisala | Játékvezetők: Kelly Cooke Cianna Lieffers Vonalbírók: Anna Hammar Julia Kainberger |
| \| Barnes (Brandt, Knight) (PP) – 23:39 \| 1–0 \| \| \| Knight (Harmon, Coyne Schofield) – 38:53 \| 2–0 \| \| \| Scamurra (Barnes) – 55:20 \| 3–0 \| \| \| \| 3–1 \| 59:34 – Tapani (Karvinen, Hiirikoski) (EA) \| \| Roque (Carpenter, Kessel) (ENG) – 59:55 \| 4–1 \| \| |                |                                            |              | Játékvezetők: Kelly Cooke Cianna Lieffers Vonalbírók: Anna Hammar Julia Kainberger |
| 6 perc | Büntetések     | 6 perc                                     |              | Játékvezetők: Kelly Cooke Cianna Lieffers Vonalbírók: Anna Hammar Julia Kainberger |
| 42 | Lövések        | 26                                         |              | Játékvezetők: Kelly Cooke Cianna Lieffers Vonalbírók: Anna Hammar Julia Kainberger |
| Barnes (Brandt, Knight) (PP) – 23:39 | 1–0            |                                            |              | Játékvezetők: Kelly Cooke Cianna Lieffers Vonalbírók: Anna Hammar Julia Kainberger |
| Knight (Harmon, Coyne Schofield) – 38:53 | 2–0            |                                            |              | Játékvezetők: Kelly Cooke Cianna Lieffers Vonalbírók: Anna Hammar Julia Kainberger |
| Scamurra (Barnes) – 55:20 | 3–0            |                                            |              | Játékvezetők: Kelly Cooke Cianna Lieffers Vonalbírók: Anna Hammar Julia Kainberger |
| | 3–1            | 59:34 – Tapani (Karvinen, Hiirikoski) (EA) |              |                                                                                    |
| Roque (Carpenter, Kessel) (ENG) – 59:55 | 4–1            |                                            |              |                                                                                    |

### Bronzmérkőzés
| 2022. február 16. 19:30 (12:30) | Finnország (FIN) | 4–0 (1–0, 0–0, 3–0) | Svájc (SUI) | Wukesong Arena, Peking Nézőszám: 724 |

| Jegyzőkönyv | Jegyzőkönyv  | Jegyzőkönyv | Jegyzőkönyv    | Jegyzőkönyv                                                                    |
| --- | ------------ | ----------- | -------------- | ------------------------------------------------------------------------------ |
| | Anni Keisala | Kapusok     | Andrea Brändli | Játékvezetők: Elizabeth Mantha Lacey Senuk Vonalbírók: Alex Clarke Sara Strong |
| \| Vainikkaa (Tulus, Holopainen) – 11:38 \| 1–0 \| \| \| Tapani (SH) – 43:24 \| 2–0 \| \| \| Laitinen (Holopainen, Savolainen) (PP) – 54:24 \| 3–0 \| \| \| Karvinen (Nieminen, Hiirikoski) (PP) – 59:03 \| 4–0 \| \| |              |             |                | Játékvezetők: Elizabeth Mantha Lacey Senuk Vonalbírók: Alex Clarke Sara Strong |
| 8 perc | Büntetések   | 8 perc      |                | Játékvezetők: Elizabeth Mantha Lacey Senuk Vonalbírók: Alex Clarke Sara Strong |
| 47 | Lövések      | 15          |                | Játékvezetők: Elizabeth Mantha Lacey Senuk Vonalbírók: Alex Clarke Sara Strong |
| Vainikkaa (Tulus, Holopainen) – 11:38 | 1–0          |             |                | Játékvezetők: Elizabeth Mantha Lacey Senuk Vonalbírók: Alex Clarke Sara Strong |
| Tapani (SH) – 43:24 | 2–0          |             |                | Játékvezetők: Elizabeth Mantha Lacey Senuk Vonalbírók: Alex Clarke Sara Strong |
| Laitinen (Holopainen, Savolainen) (PP) – 54:24 | 3–0          |             |                | Játékvezetők: Elizabeth Mantha Lacey Senuk Vonalbírók: Alex Clarke Sara Strong |
| Karvinen (Nieminen, Hiirikoski) (PP) – 59:03 | 4–0          |             |                |                                                                                |

### Döntő
| 2022. február 17. 12:10 (5:10) | Kanada (CAN) | 3–2 (2–0, 1–1, 0–1) | Egyesült Államok (USA) | Wukesong Arena, Peking Nézőszám: 834 |

| Jegyzőkönyv | Jegyzőkönyv        | Jegyzőkönyv                                | Jegyzőkönyv    | Jegyzőkönyv                                                                   |
| --- | ------------------ | ------------------------------------------ | -------------- | ----------------------------------------------------------------------------- |
| | Ann-Renee Desbiens | Kapusok                                    | Alex Cavallini | Játékvezetők: Kelly Cooke Anna Wiegand Vonalbírók: Anna Hammar Kendall Hanley |
| \| Nurse (Thompson, Poulin) – 07:50 \| 1–0 \| \| \| Poulin – 15:02 \| 2–0 \| \| \| Poulin (Jenner, Nurse) – 29:08 \| 3–0 \| \| \| \| 3–1 \| 36:39 – Knight (Brandt) (SH) \| \| \| 3–2 \| 59:47 – Kessel (Roque, Carpenter) (PP, EA) \| |                    |                                            |                | Játékvezetők: Kelly Cooke Anna Wiegand Vonalbírók: Anna Hammar Kendall Hanley |
| 6 perc | Büntetések         | 4 perc                                     |                | Játékvezetők: Kelly Cooke Anna Wiegand Vonalbírók: Anna Hammar Kendall Hanley |
| 21 | Lövések            | 40                                         |                | Játékvezetők: Kelly Cooke Anna Wiegand Vonalbírók: Anna Hammar Kendall Hanley |
| Nurse (Thompson, Poulin) – 07:50 | 1–0                |                                            |                | Játékvezetők: Kelly Cooke Anna Wiegand Vonalbírók: Anna Hammar Kendall Hanley |
| Poulin – 15:02 | 2–0                |                                            |                | Játékvezetők: Kelly Cooke Anna Wiegand Vonalbírók: Anna Hammar Kendall Hanley |
| Poulin (Jenner, Nurse) – 29:08 | 3–0                |                                            |                | Játékvezetők: Kelly Cooke Anna Wiegand Vonalbírók: Anna Hammar Kendall Hanley |
| | 3–1                | 36:39 – Knight (Brandt) (SH)               |                |                                                                               |
| | 3–2                | 59:47 – Kessel (Roque, Carpenter) (PP, EA) |                |                                                                               |

## Végeredmény
Az első négy helyezett a helyosztó mérkőzések eredményei szerint végzett. Az 5–8. helyezettek a csoportkörben elért helyezéseik alapján rangsorolták.
| Hely. | Cs | Csapat                                       | M | Gy | HGy | HV | V | G+ | G– | Gk  | P  | Végeredmény              |
| ----- | -- | -------------------------------------------- | - | -- | --- | -- | - | -- | -- | --- | -- | ------------------------ |
| 1.    | A  | Kanada (CAN)                                 | 7 | 7  | 0   | 0  | 0 | 57 | 10 | +47 | 21 | Arany                    |
| 2.    | A  | Egyesült Államok (USA)                       | 7 | 5  | 0   | 0  | 2 | 30 | 11 | +19 | 15 | Ezüst                    |
| 3.    | A  | Finnország (FIN)                             | 7 | 3  | 0   | 0  | 4 | 22 | 24 | −2  | 9  | Bronz                    |
| 4.    | A  | Svájc (SUI)                                  | 7 | 2  | 0   | 0  | 5 | 13 | 43 | −30 | 6  | 4. helyezett             |
|       |    |                                              |   |    |     |    |   |    |    |     |    |                          |
| 5.    | A  | Az Orosz Olimpiai Bizottság versenyzői (ROC) | 5 | 1  | 0   | 0  | 4 | 8  | 22 | −14 | 3  | Kiesett a negyeddöntőben |
| 6.    | B  | Japán (JPN)                                  | 5 | 2  | 1   | 1  | 1 | 14 | 14 | 0   | 9  | Kiesett a negyeddöntőben |
| 7.    | B  | Csehország (CZE)                             | 5 | 2  | 0   | 1  | 2 | 11 | 12 | −1  | 7  | Kiesett a negyeddöntőben |
| 8.    | B  | Svédország (SWE)                             | 5 | 2  | 0   | 0  | 3 | 7  | 19 | −12 | 6  | Kiesett a negyeddöntőben |
|       |    |                                              |   |    |     |    |   |    |    |     |    |                          |
| 9.    | B  | Kína (CHN) (R)                               | 4 | 1  | 1   | 0  | 2 | 7  | 7  | 0   | 5  |                          |
| 10.   | B  | Dánia (DEN)                                  | 4 | 1  | 0   | 0  | 3 | 7  | 14 | −7  | 3  |                          |

## Díjak
Az olimpia után a következő díjakat osztották ki:
| Legeredményesebb játékos - Sarah Nurse (CAN) 18 pont Legértékesebb játékos - Brianne Jenner (CAN) | All-Star csapat - Klára Peslarová (CZE) – kapus - Claire Thompson (CAN) – hátvéd - Jenni Hiirikoski (FIN) – hátvéd - Sarah Nurse (CAN) – csatár - Marie-Philip Poulin (CAN) – csatár - Brianne Jenner (CAN) – csatár |